# Monte Tate
El monte Tate (立山 Tate-yama) es una montaña localizada en el sureste de la prefectura de Toyama, Japón. Es uno de los picos más altos de las montañas Hida con 3.015 metros, y, junto con el monte Fuji y el monte Haku es una de las Tres Montañas Sagradas (三霊山 Sanreizan) de Japón. La estación de escalada del monte es de abril a noviembre. Fue escalado hasta la cima por primera vez durante el periodo Asuka por Saeki no Ariyori.
El monte está compuesto mayoritariamente de granito y gneis.
- Datos: Q2977103
- Multimedia: Mount Tate / Q2977103